# Szent Katalin-kápolna (Brassó)
A Szent Katalin kápolna és kolostor Brassó középkori városerődjének egyik legrégebbi ismert épülete; a 13. század elején épült a későbbi Fekete templom közelében, a város alapításának idején. Miután Brassó lutheránus hitre tért, a kolostort 1541-ben bezárták, az épületeket pedig 1559-ben lebontották.

## Története, feltárása
A Szent Katalin-kápolna alapjaira 1976-ban bukkantak rá a Johannes Honterus Líceum „C” épületének alagsorában. Ez volt az első kézzelfogható bizonyíték a kápolna létezésére, melyet addig csak korabeli dokumentumokban említettek meg. 2003–2004-ben további feltárásokat végeztek.
Ami a dokumentumokat illeti, az épületegyüttes első konkrét említése 1388-ból származik. Ekkor hivatkoznak a Katalin-udvarra (németül: Sankt-Katharinen-Hof, latinul: curia sanctae Katherinae), mely a plébániatemplomtól, a mai Fekete templomtól délre volt; itt helyezkedett el a cisztercita rend kolostora és a hozzá tartozó kápolna. A legtöbb történész egyetért abban, hogy maguk az épületek a 13. századból származnak. Binder Pál szerint ugyanarról a premontrei kolostorról van szó, melyet a Catalogus Ninivensis említ 1235-ben. A kolostor elpusztult az 1241-es tatárjárásban, ám később újra felépítették, és 1280–1290 körül átvették a ciszterciek. Más kutatók szerint már kezdettől fogva a ciszterciek tulajdona volt, és 1202–1228 között épült.
Kezdetben a kerci kolostor irányítása alá tartozott; ennek 1474-es megszűnése után pedig a szebeni prépostsághoz. 1480-ban 19 laikus nővér lakott itt, többségük özvegy. Ebből az következtethető, hogy ebben az időben a kolostor főleg menhelyként szolgált az özvegyek, idősek, hajadonok számára.
1541-ben, Johannes Honterus reformációjának következményeként a Szent Katalin kolostor megszűnt. A kápolnát egy ideig iskolaépületként használták, majd 1559-ben lebontották, és itt építették fel az elemi iskolát és internátust. Később itt épült fel a Honterus líceum „C” épülete.

## Leírása
A Katalin-udvar a régi városerőd délnyugati részén, a Fekete templomtól délre helyezkedett el. Innen egészen a délnyugati várfalig (és a kapuig) egy üres, nyitott tér volt. A kápolna habarccsal rögzített terméskőből épült, ötszögű apszissal és külső támpillérekkel; alapja 10 méter oldalhosszúságú négyzet. Stílusa hasonlóságot mutat a kerci kolostoréval és a Szent Bertalan-temploméval; ez is megerősíti, hogy a 13. század elején épült. Egyetlen fennmaradt ábrázolása a Fekete templom egy 15. századi freskója.
A Katalin-udvar emlékét jelenleg csak a Katalin-kapu neve őrzi. Korábban a város négy fertályának egyikét (Quartale Catharinae) és két utcáját (ma Str. Paul Richter és Str. Constantin Brâncoveanu) is róla nevezték el.